# Àixraf Jahangir
Àixraf Jahangir ibn Sultan Muhàmmad Ibrahim (1289-1405) fou príncep de Simnan, al Khurasan, i sufí a l'Índia.
Va tenir una educació religiosa i el 1305/1306 a la mort del seu pare, va ser proclamat sultà però al cap de poc va abdicar en favor del seu germà Muhammad ibn Sultan Muhammad Ibrahim, i se'n va anar a l'Índia dedicat al misticisme, viatjant pel país i per l'estranger.
Va morir a Fayzabad el 6 de juliol de 1405. Va escriure Basharat al-Muridin i Maktubat-i Ashrafi. La seva tomba és objecte de peregrinació.